# Station Theillay
Station Theillay is een spoorwegstation in de Franse gemeente Theillay.